# F. D. C. Willard
F. D. C. Willard (c. 1968-1982) es el alias de un gato siamés llamado Chester que perteneció al físico Jack H. Hetherington. Es conocido por haber sido acreditado por su dueño como autor principal o coautor de varios artículos en revistas científicas internacionales, principalmente sobre la física de las bajas temperaturas.

## Historia

### Contexto
En 1975, el físico y matemático Jack H. Hetherington, de la Universidad Estatal de Míchigan, deseaba publicar ciertos resultados de sus investigaciones sobre las bajas temperaturas en la revista científica Physical Review Letters. Uno de sus colegas, a quien hizo releer el artículo, le indicó a Hetherington su utilización frecuente de la primera persona del plural, los «nos» de modestia, y que la revista rechazaba el trabajo publicado de esta forma para los artículos redactados por un solo autor. Antes de reescribir su artículo para eliminar, por las formas problemáticas, o de buscar un coautor, decidió inventar uno.

### Publicaciones

Firma de F. D. C. Willard.

Hetherington tenía entonces un gato siamés de nombre Chester, donde uno de sus parientes se llamaba Willard. Por miedo a que uno de sus colegas reconociese el nombre de su gato, consideró más prudente utilizar la inicial del nombre del animal. Como la mayoría de los estadounidenses tienen al menos dos nombres, inventó otros dos nombres, F. D., para Felis domesticus, la especie que corresponde al gato doméstico. El nombre del nuevo autor felino fue entonces F. D. C. Willard. El artículo, Two-, Three-, and Horno-Atom Exchange Effects in bcc ³He», escrito por J. H. Hetherington y F. D. C. Willard, está aceptado por el editor, y publicado en el número 35 de la revista, aparecido en noviembre de 1975. En la 15.a Conferencia internacional sobre la física de las bajas temperaturas, que se realizó en 1978 en Grenoble, la identidad del coautor de Hetherington fue revelada: el investigador ha firmado el artículo con las huellas de las patas de Chester, y enviado algunas copias a ciertos de sus amigos y colegas. No obstante, se publicó un nuevo artículo cuyo único autor es el felino, bajo el título El hélium 3 solide. Un antiferromagnétique nucléaire, en septiembre de 1980, en la revista científica francesa La Recherche. Willard desaparece entonces del mundo científico.

### Posteridad
El primer artículo coescrito por el gato, frecuentemente citado en la referencia en otros artículos la revelación de la identidad de F. D. C. Willard asegura al coautor una celebridad mundial. Se cuenta que cuando llamaban a la oficina de Hetherington en la Universidad de Míchigan, y cuando estaba ausente, los interlocutores pedían hablar con el coautor. F. D. C. Willard aparecía así de manera repetitiva en las notas al pie de página donde agradecía por «sus contribuciones útiles a la discusión» o las «comunicaciones orales». Se le propuso incluso transformarse en profesor. Se hace famoso como «gato histórico». Como un día de las bromas de abril de 2014, la American Physical Society anuncia que todos los escritos de los gatos estarán en dominio público.